# Horizons du fantastique
Horizons du fantastique est une revue de cinéma parue de 1967 à 1975. 
Après sa création sous forme de fanzine par Alain Schlockoff, Horizons du fantastique devient une revue imprimée dès son deuxième numéro : sa direction est assurée dès lors par Dominique Besse (rédacteur en chef : Louis Guillon).
Mensuelle à l'origine, la publication devient trimestrielle jusqu'à la disparition du titre en 1975.